# Torseur dynamique
Pour les articles homonymes, voir Torseur (homonymie).
Le torseur dynamique est un outil mathématique utilisé en mécanique du solide lors de l'application du principe fondamental de la dynamique.

## Définition
Soit un référentiel R, et un solide S pour lequel on définit le champ de masse volumique ρ. On peut définir en tout point M du solide le vecteur accélération {\displaystyle {\vec {\Gamma }}(\mathrm {M} )}. À partir de ce champ de vecteur, on peut définir le moment dynamique par rapport à un point A donné, noté {\displaystyle {\vec {\delta }}_{\mathrm {A} }(\mathrm {S/R} )}, par :
{\displaystyle {\vec {\delta }}_{\mathrm {S/R} }(\mathrm {A} )=\int _{\mathrm {S} }{{\overrightarrow {\mathrm {AM} }}\wedge {\vec {\Gamma }}_{\mathrm {S/R} }(\mathrm {M} )\rho (\mathrm {M} )\mathrm {dV} }}
Il s'exprime en kg m2 s−2 ou en N m.
On note souvent dm = ρ(M)dV la masse de l'élément de volume infinitésimal dV autour du point M :
{\displaystyle {\vec {\delta }}_{\mathrm {S/R} }(\mathrm {A} )=\int _{\mathrm {S} }{{\overrightarrow {\mathrm {AM} }}\wedge {\vec {\Gamma }}_{\mathrm {S/R} }(\mathrm {M} )\mathrm {d} m}}
On peut définir un moment dynamique par rapport à chaque point A du solide. Le moment dynamique forme ainsi un champ de vecteur. Ce champ est équiprojectif : c'est donc un torseur, appelé torseur dynamique.
On remarque que, comme pour le torseur cinétique, et contrairement au torseur cinématique, il n'est pas nécessaire de supposer que le solide est indéformable.

## Résultante
La résultante du torseur est appelée quantité d'accélération et notée {\displaystyle {\vec {\mathcal {A}}}_{\mathrm {S/R} }}. Elle est définie par (voir démonstration ci-dessus) :
{\displaystyle {\vec {\mathcal {A}}}_{\mathrm {S/R} }=\int _{\mathrm {S} }{{\vec {\Gamma }}_{\mathrm {S/R} }(\mathrm {M} )\rho (\mathrm {M} )\mathrm {dV} }=\int _{\mathrm {S} }{{\vec {\Gamma }}_{\mathrm {S/R} }(\mathrm {M} )\mathrm {d} m}}
Elle s'exprime en kg m s−2 ou en N. On notera que
{\displaystyle {\vec {\mathcal {A}}}_{\mathrm {S/R} }=m{\vec {\Gamma }}_{\mathrm {S/R} }(\mathrm {G} )}
où G désigne le centre d'inertie et m la masse totale du solide S.

## Éléments de réduction
Comme tous les torseurs, le torseur dynamique peut être représenté par des éléments de réduction en un point, c'est-à-dire par la donnée du vecteur résultante et d'une valeur du moment dynamique en un point A particulier. On note alors
{\displaystyle {{\mathcal {D}}(\mathrm {S/R} )}={\vec {\delta }}_{\mathrm {S/R} }={\begin{Bmatrix}{\vec {\mathcal {A}}}_{\mathrm {S/R} }\\{\vec {\delta }}_{\mathrm {S/R} }(\mathrm {A} )\end{Bmatrix}}_{\mathrm {A} }}

## Rapport avec le torseur cinétique
Le moment dynamique peut se déduire du moment cinétique par 
{\displaystyle {\vec {\delta }}_{\mathrm {S/R} }(\mathrm {A} )={\frac {\mathrm {d} }{\mathrm {d} t}}\left[{\vec {\sigma }}_{\mathrm {S/R} }(\mathrm {A} )\right]_{\mathrm {S/R} }+m\cdot {\vec {\mathrm {V} }}_{\mathrm {S/R} }(\mathrm {A} )\wedge {\vec {\mathrm {V} }}_{\mathrm {S/R} }(\mathrm {G} )}

## Cas particuliers
Dans le cas d'un solide uniquement en translation, on a
{\displaystyle {{\mathcal {D}}(\mathrm {S/R} )}={\vec {\delta }}_{\mathrm {S/R} }={\begin{Bmatrix}m{\vec {a}}_{\mathrm {S/R} }(\mathrm {G} )\\{\vec {0}}\end{Bmatrix}}_{\mathrm {G} }}
Dans le cas d'un solide uniquement en rotation autour de son axe de symétrie, {\displaystyle {\vec {z}}} : le centre de gravité se trouve sur l'axe de rotation et on a
{\displaystyle {{\mathcal {D}}(\mathrm {S/R} )}={\vec {\delta }}_{\mathrm {S/R} }={\begin{Bmatrix}{\vec {0}}\\\mathrm {I_{\mathrm {zz} }} {\ddot {\theta }}{\vec {z}}\end{Bmatrix}}_{\mathrm {G} }}
où I est moment d'inertie de S exprimé en kg⋅m2 et {\displaystyle {\ddot {\theta }}} est l'accélération angulaire en rad⋅s−2.
Dans le cas où la vitesse de A est nulle ou bien colinéaire à la vitesse du centre d'inertie du solide, le torseur dynamique dérive directement du torseur cinétique, à savoir :
{\displaystyle {{\mathcal {D}}(\mathrm {S/R} )}={\vec {\delta }}_{\mathrm {S/R} }={\frac {\mathrm {d} }{\mathrm {d} t}}\left[{\vec {\sigma }}_{\mathrm {S/R} }(\mathrm {A} )\right]_{\mathrm {/R} }}